# Serényi Miklós
Kisserényi gróf Serényi Miklós (Bécs, 1898. április 28. – Boston, 1970. szeptember 30.) nyilas politikus a második világháború idején.

## Élete
Az első világháborúban huszártisztként harcolt az olasz fronton, 1918-ban főhadnagyi rangot kapott, vitézségéért Arany vitézségi éremmel és Signum Laudisszal tüntették ki. Elvégezte a Magyaróvári Magyar Királyi Gazdasági Akadémiát, majd vácdukai birtokán gazdálkodott. Az 1920-as évek elején kapcsolatba került a szélsőjobboldali mozgalmakkal, megalakulása után nemsokára a Nyilaskeresztes Pártnak lett tagja. 1939-ben a párt színeiben Pest-Pilis-Solt-Kiskun vármegye országgyűlési képviselője lett, még ugyanebben az évben Hubay Kálmán kinevezte a párt „zsidótalanítási” osztályának vezetőjévé. Ebben a minőségében számos antiszemita kijelentést tett. 1944 novemberében a Nyilaskeresztes Párt irodavezetőjévé nevezte ki Szálasi. A háború után, 1946-ban a Népbíróság elsőfokon halálra, másodfokon életfogytiglani börtönre ítélte. Az 1956-os forradalom alatt kiszabadult, majd a forradalom leverése után az USA-ba emigrált, ahol nyugdíjaztatásáig múzeumőr volt Bostonban.

## Műve
- Serényi Miklós: Hogyan próbálta a zsidóság megdönteni a római birodalmat és megszerezni a világuralmat?